# I'm in It with You
I'm in It with You är en låt av svenska sångerskan Loreen. Den släpptes globalt som digital nedladdning den 14 augusti 2015. Låten skrevs av Loreen själv tillsammans med Simen M. Eriksrud, Kiesa Ellestad och Espen Berg.